# Вуд, Джордж
Джордж Вуд (англ. George Wood; род. 26 сентября 1952, Дуглас, Ланаркшир) — шотландский футболист, вратарь. Прежде всего известный по выступлениям за клубы «Блэкпул», «Арсенал» и «Кристал Пэлас», а также национальную сборную Шотландии.

## Клубная карьера
Во взрослом футболе дебютировал в 1970 году выступлениями за команду клуба «Ист Стерлингшир», в которой провёл два сезона, приняв участие в 43 матчах чемпионата и забил 1 гол.
Своей игрой за эту команду привлёк внимание представителей тренерского штаба клуба «Блэкпул», к составу которого присоединился в 1972 году. Сыграл за клуб из Блэкпула следующие пять сезонов своей игровой карьеры. Большинство времени, проведённого в составе «Блэкпула», был основным голкипером команды.
В течение 1977—1980 годов защищал цвета команды клуба «Эвертон».
В 1980 году заключил контракт с клубом «Арсенал», в составе которого провёл следующие три года своей карьеры.
С 1983 года пять сезонов защищал цвета команды клуба «Кристал Пэлас». Играя в составе «Кристал Пэласа» также в основном выходил на поле в основном составе команды.
С 1988 по 1992 год играл в составе команд клубов «Кардифф Сити», «Блэкпул», «Херефорд Юнайтед» и «Мертир-Тидвил».
Завершил профессиональную игровую карьеру в нижнелиговом клубе «Интер Кардифф», за команду которого выступал на протяжении 1992—1997 годов.

## Выступления за сборную
В 1979 году дебютировал в официальных матчах в составе национальной сборной Шотландии. В течение карьеры в национальной команде, которая длилась 4 года, провёл в форме главной команды страны 4 матча.
В составе сборной был участником чемпионата мира 1982 года в Испании.

## Карьера тренера
Был тренером вратарей команды клуба «Хартлпул Юнайтед», ранее работал на аналогичной должности в клубе «Кардифф Сити».
В июне 2009 года, Вуд был назначен тренером вратарей команды клуба «Суиндон Таун», а в августе 2011 года вернулся в клуб «Блэкпул», уже в третий раз в аналогичной роли. В декабре 2012 года присоединился к тренерскому штабу клуба «Кристал Пэлас» в качестве тренера вратарей.